# Mayenne Communauté
Mayenne Communauté est une communauté de communes française, située dans le département de la Mayenne et la région Pays de la Loire. Elle est issue de la fusion de la communauté de communes du Pays de Mayenne et de la communauté de communes Le Horps-Lassay le 1er janvier 2016.

## Histoire
La communauté de communes du Pays de Mayenne est créée en décembre 1993.
Le 1er janvier 2014, Saint-Georges-Buttavent rejoint la communauté de communes du Pays de Mayenne, en application de l'arrêté préfectoral du 5 février 2013.
Le 1er janvier 2016, la communauté de communes Le Horps-Lassay et la communauté de communes du Pays de Mayenne fusionnent pour former la communauté de communes « Mayenne Communauté ».

## Territoire communautaire

### Géographie
Située au nord  du département de la Mayenne, la communauté de communes Mayenne Communauté regroupe 33 communes et présente une superficie de 621,8 km2.

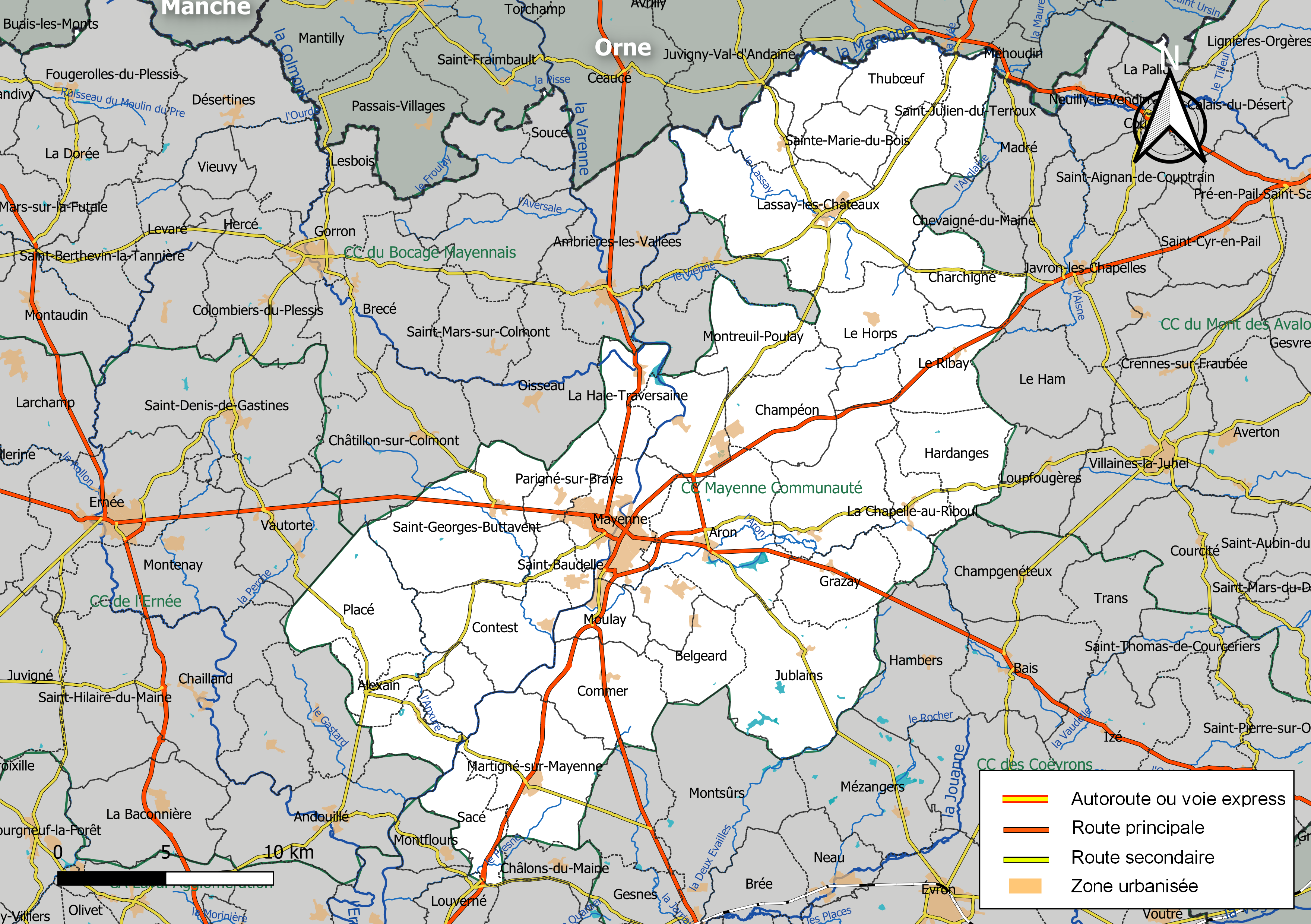
Carte de la communauté de communes Mayenne Communauté au 1er janvier 2019.

Territoire de Mayenne communauté
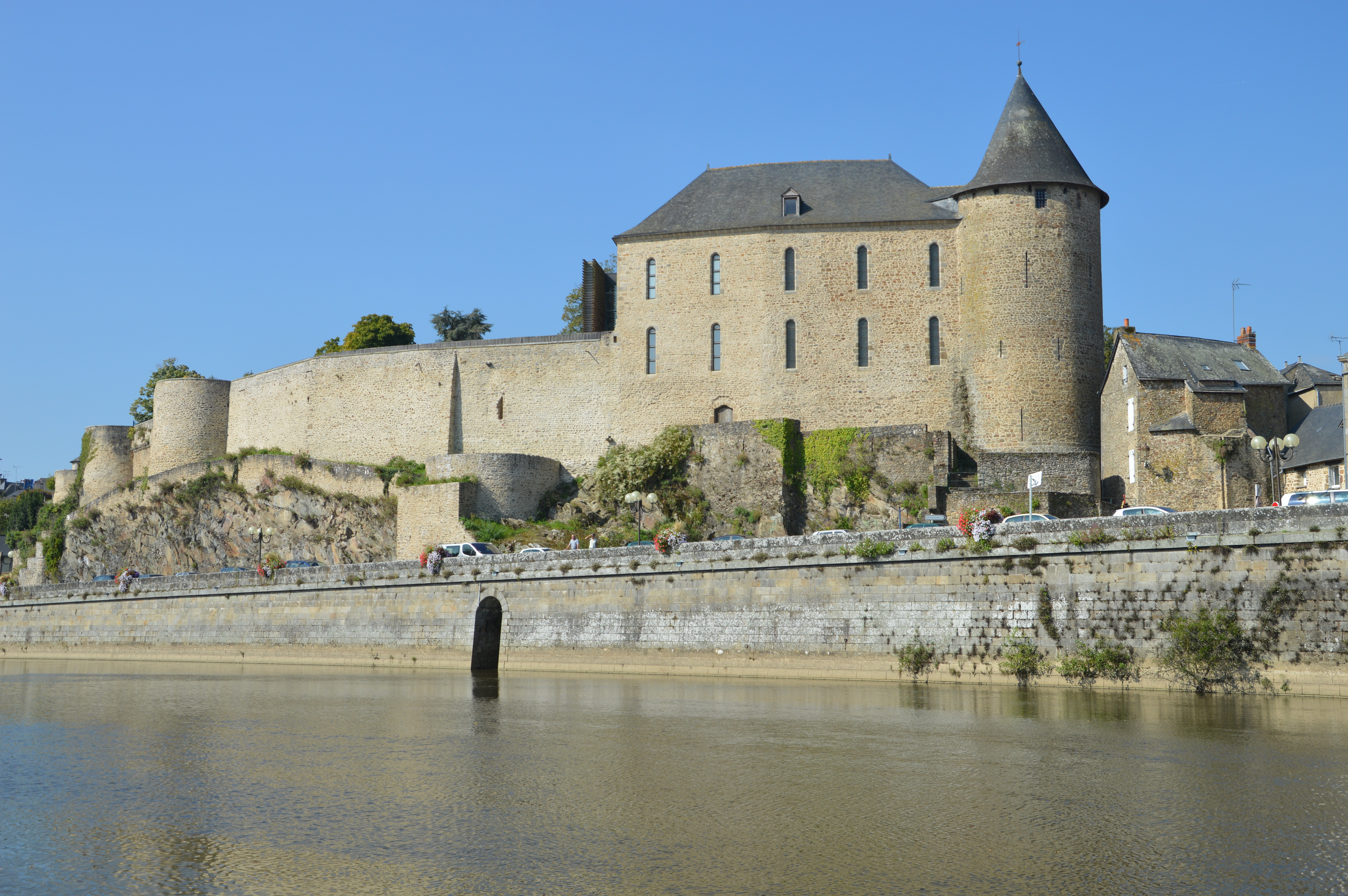
Le château de Mayenne
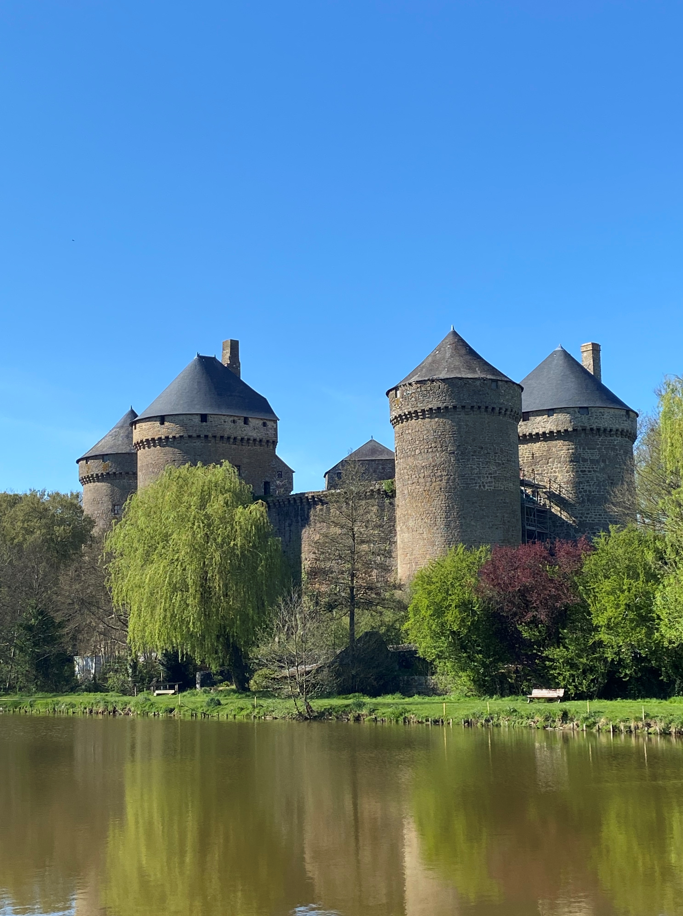
Château de Lassay-les-Châteaux
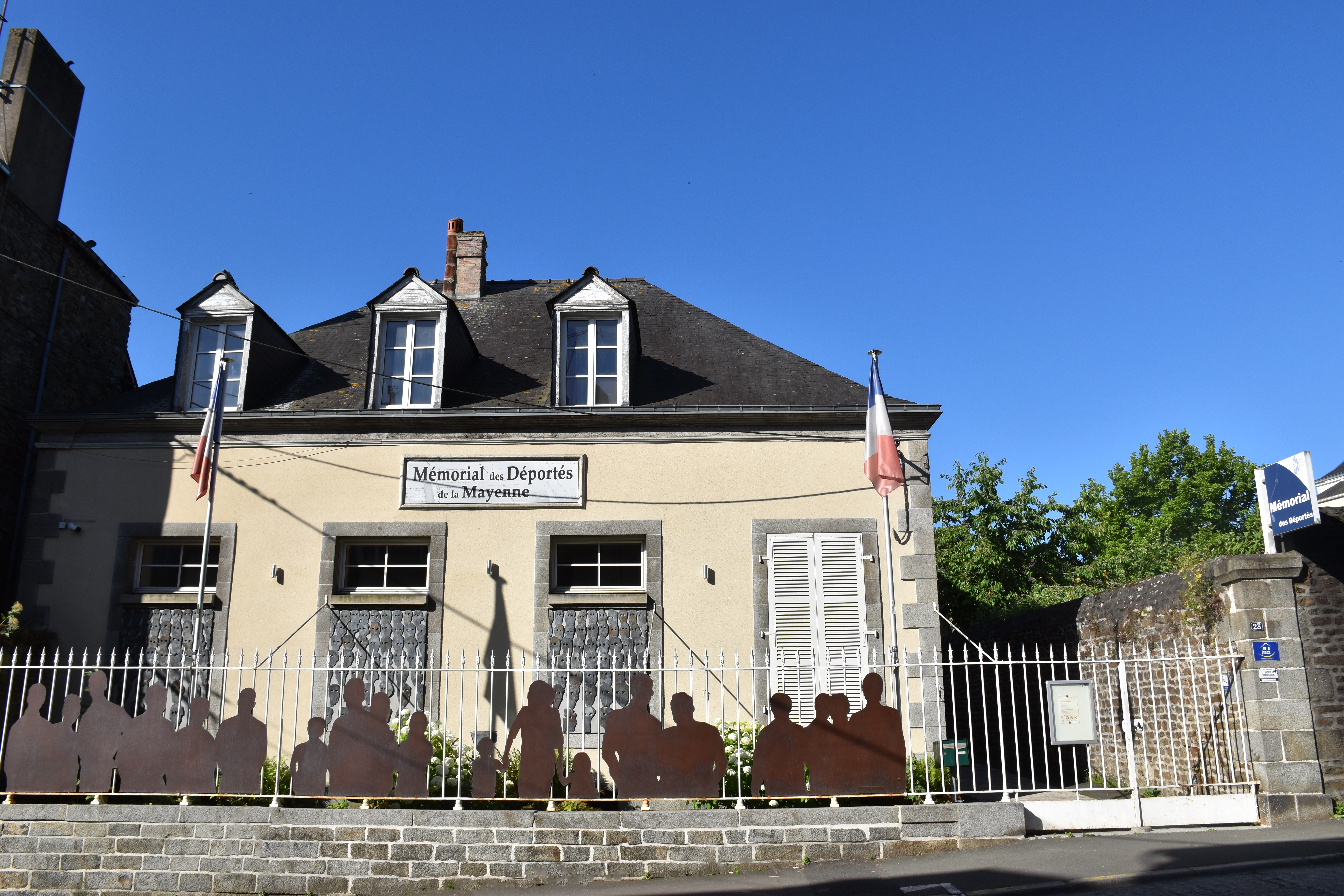
Mémorial des déportés (Mayenne)
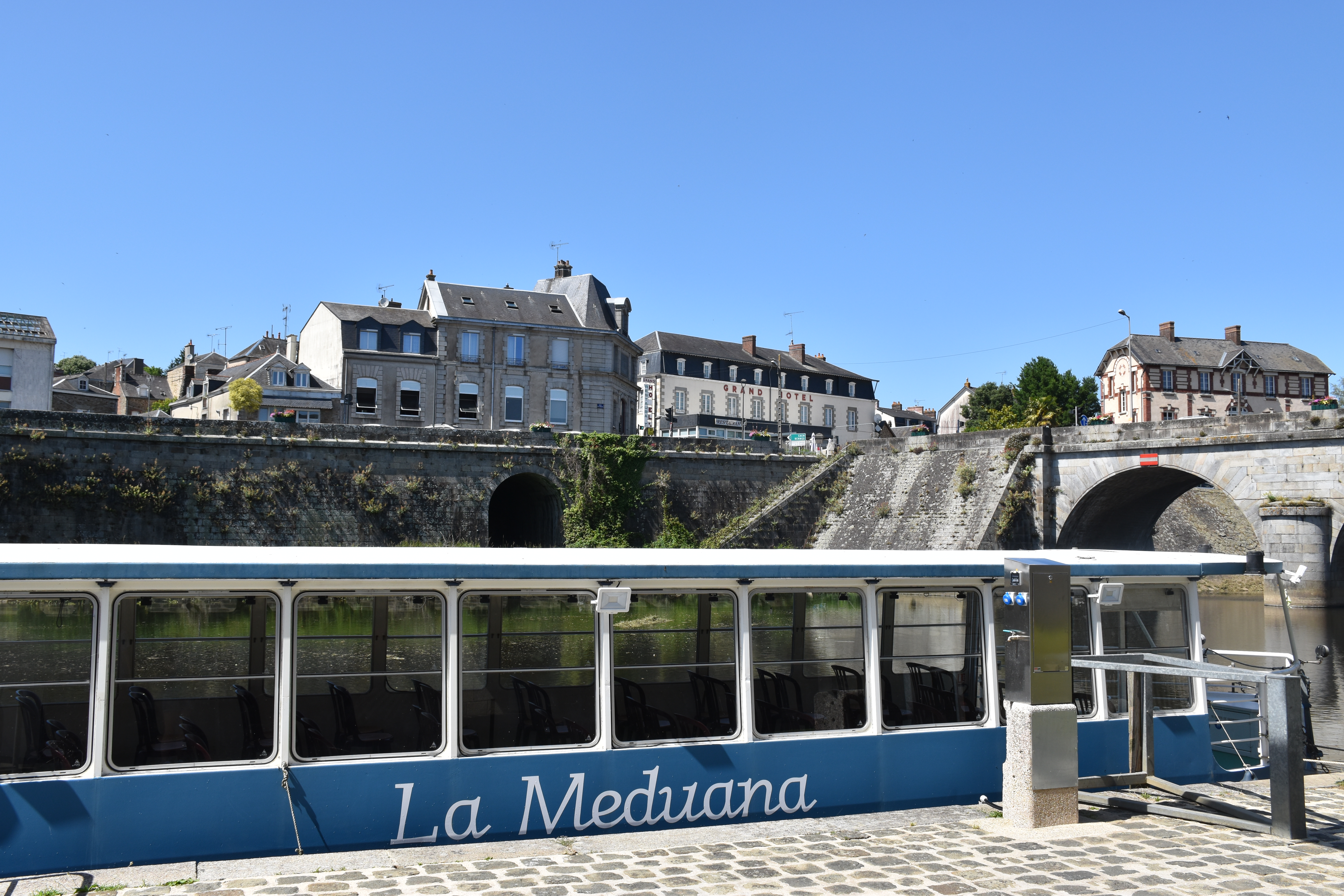
Bateau promenade La Meduana
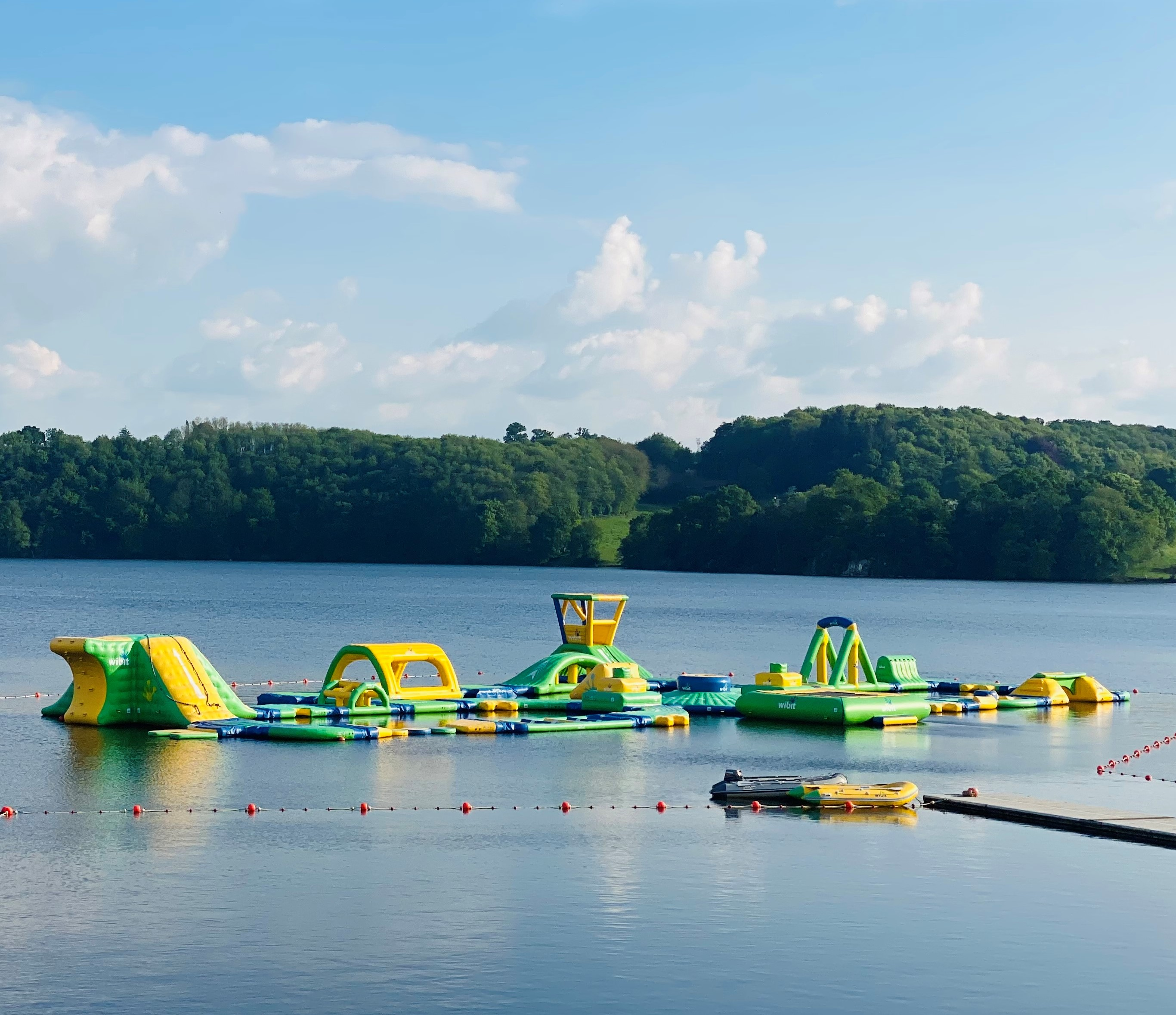
Base de loisirs du lac de Haute Mayenne
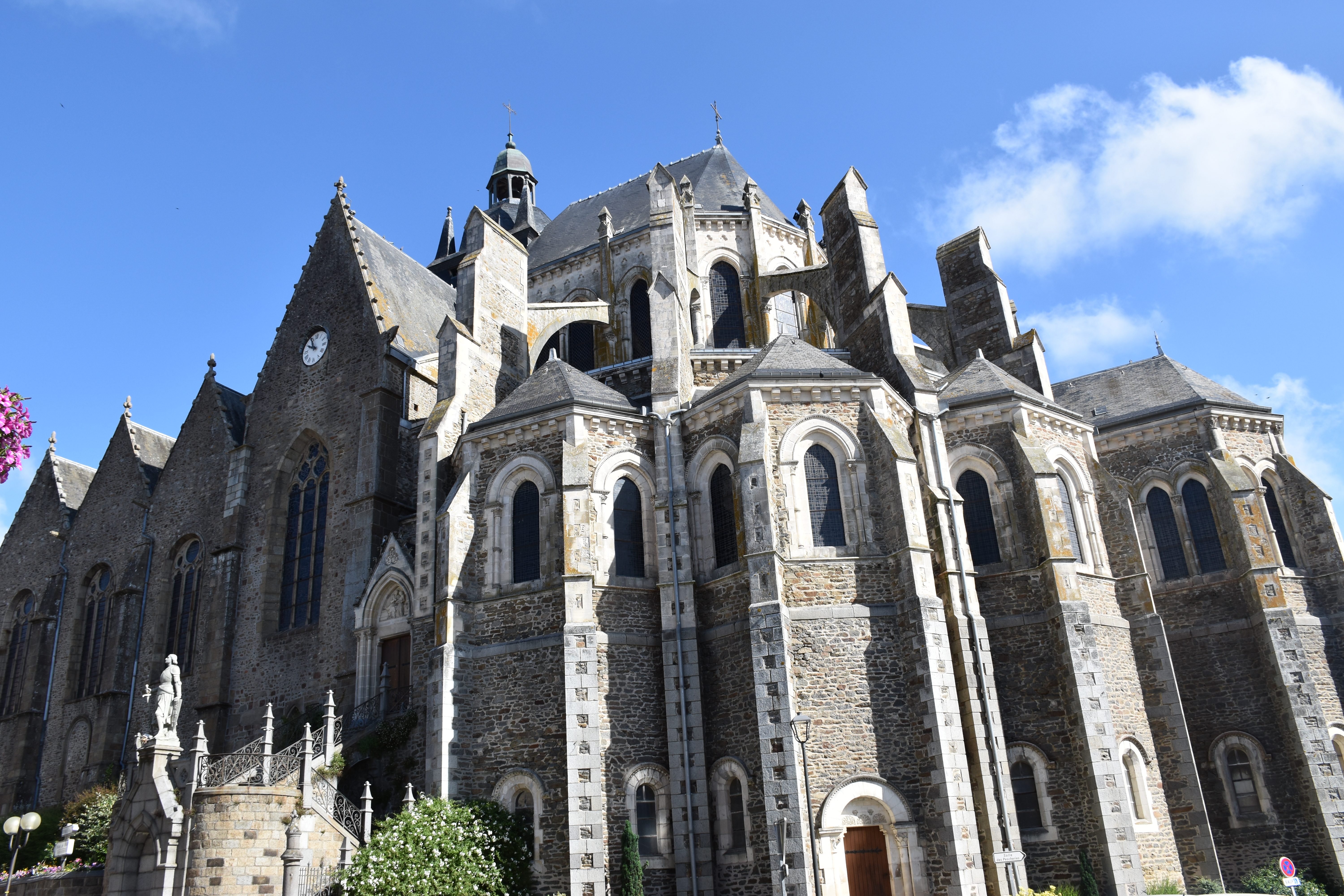
Basilique Notre-Dame-des-Miracles
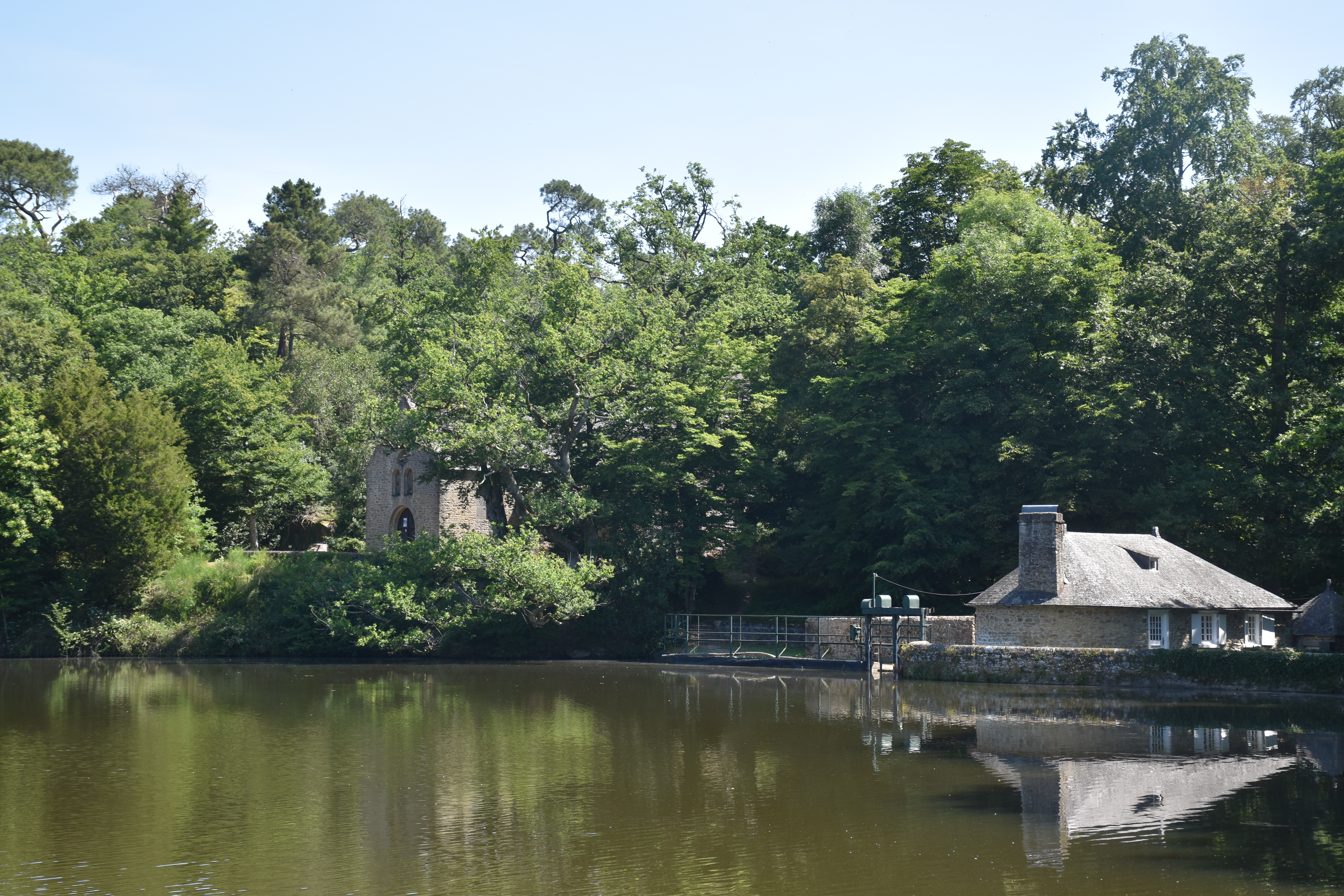
Fontaine Daniel et son étang
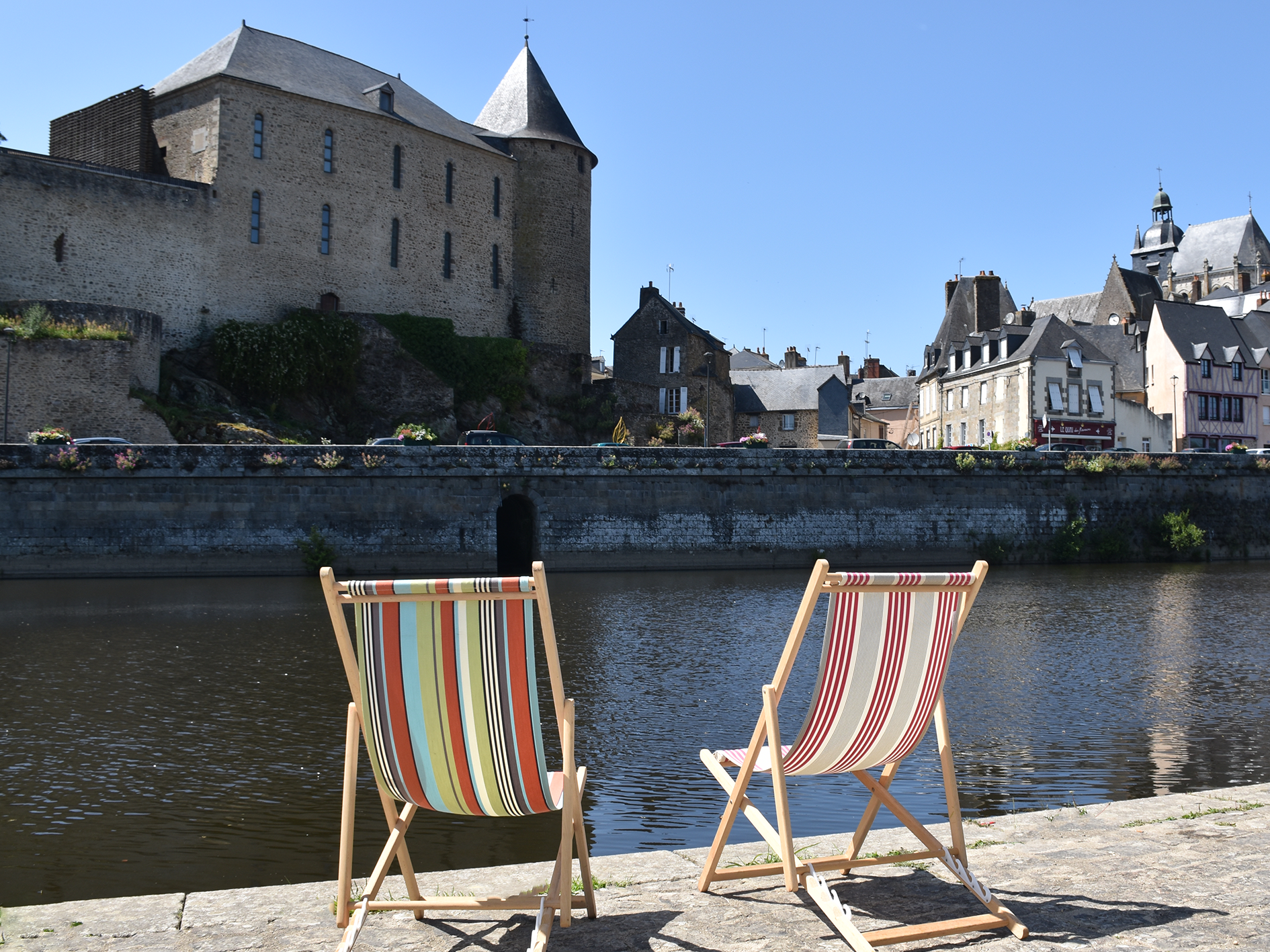
Le château avec les transats des toiles de Mayenne

### Composition
La communauté de communes est composée des 33 communes suivantes :

| Nom                         | Code Insee | Gentilé                 | Superficie (km2) | Population (dernière pop. légale) | Densité (hab./km2) |
| --------------------------- | ---------- | ----------------------- | ---------------- | --------------------------------- | ------------------ |
| Mayenne (siège)             | 53147      | Mayennais               | 19,88            | 12 854 (2022)                     | 647                |
| Alexain                     | 53002      | Alexinois               | 16,24            | 612 (2022)                        | 38                 |
| Aron                        | 53008      | Aronnais                | 32,85            | 1 830 (2022)                      | 56                 |
| La Bazoge-Montpinçon        | 53021      | Bazogéens               | 8,44             | 966 (2022)                        | 114                |
| Belgeard                    | 53028      | Belgeardais             | 13,01            | 560 (2022)                        | 43                 |
| Champéon                    | 53051      | Champéonnais            | 21,15            | 624 (2022)                        | 30                 |
| La Chapelle-au-Riboul       | 53057      | Chapellois              | 13,1             | 503 (2022)                        | 38                 |
| Charchigné                  | 53061      | Charchignéens           | 14,91            | 455 (2022)                        | 31                 |
| Commer                      | 53072      | Commerois               | 22,88            | 1 289 (2022)                      | 56                 |
| Contest                     | 53074      | Contestois              | 22,96            | 840 (2022)                        | 37                 |
| Grazay                      | 53109      | Grézéens                | 16,97            | 626 (2022)                        | 37                 |
| La Haie-Traversaine         | 53111      | Traversainois           | 10,7             | 466 (2022)                        | 44                 |
| Hardanges                   | 53114      | Hardangeois             | 18,48            | 172 (2022)                        | 9,3                |
| Le Horps                    | 53116      | Horpéens                | 23,27            | 721 (2022)                        | 31                 |
| Le Housseau-Brétignolles    | 53118      | Housséens-Brétignollais | 9,31             | 228 (2022)                        | 24                 |
| Jublains                    | 53122      | Diablinthes             | 36,01            | 756 (2022)                        | 21                 |
| Lassay-les-Châteaux         | 53127      | Lasséens                | 57,63            | 2 243 (2022)                      | 39                 |
| Marcillé-la-Ville           | 53144      | Marcilléens             | 26,96            | 750 (2022)                        | 28                 |
| Martigné-sur-Mayenne        | 53146      | Martignéens             | 31,61            | 1 884 (2022)                      | 60                 |
| Montreuil-Poulay            | 53160      | Montreuillois           | 16,24            | 374 (2022)                        | 23                 |
| Moulay                      | 53162      | Moulaisiens             | 8,66             | 977 (2022)                        | 113                |
| Parigné-sur-Braye           | 53174      | Parignéens              | 9,88             | 841 (2022)                        | 85                 |
| Placé                       | 53179      | Placéens                | 25,25            | 354 (2022)                        | 14                 |
| Rennes-en-Grenouilles       | 53189      | Rennais                 | 7,86             | 111 (2022)                        | 14                 |
| Le Ribay                    | 53190      | Ribayéens               | 17,36            | 464 (2022)                        | 27                 |
| Sacé                        | 53195      | Sacéens                 | 12,46            | 484 (2022)                        | 39                 |
| Saint-Baudelle              | 53200      | Baudellois              | 7,17             | 1 181 (2022)                      | 165                |
| Saint-Fraimbault-de-Prières | 53216      | Frambaldéens            | 16,85            | 946 (2022)                        | 56                 |
| Saint-Georges-Buttavent     | 53219      |                         | 36,87            | 1 381 (2022)                      | 37                 |
| Saint-Germain-d'Anxure      | 53222      | Anxurois                | 10,35            | 365 (2022)                        | 35                 |
| Saint-Julien-du-Terroux     | 53230      | Saint-Juliennois        | 11,29            | 257 (2022)                        | 23                 |
| Sainte-Marie-du-Bois        | 53235      | Samaritains             | 11,34            | 228 (2022)                        | 20                 |
| Thubœuf                     | 53263      | Thuboviens              | 13,88            | 270 (2022)                        | 19                 |

### Démographie
| 1968   | 1975   | 1982   | 1990   | 1999   | 2008   | 2013   | 2019   |
| ------ | ------ | ------ | ------ | ------ | ------ | ------ | ------ |
| 30 141 | 30 426 | 32 316 | 33 038 | 34 549 | 36 538 | 37 344 | 36 719 |

## Administration

### Siège
Le siège de la communauté de communes est situé à Mayenne, 10 rue de Verdun.

### Tendances politiques
| Commune                     | Maire                   | Étiquette | Étiquette |
| --------------------------- | ----------------------- | --------- | --------- |
| Alexain                     | Guillaume Chesneau      |           | SE        |
| Aron                        | Étienne Giffard         |           | SE        |
| La Bazoge-Montpinçon        | Pascal Renard           |           | DVD       |
| Belgeard                    | Jean-Pierre Lelièvre    |           | SE        |
| Champéon                    | Christian Sabran        |           | DVD       |
| La Chapelle-au-Riboul       | Jérôme Harault          |           | SE        |
| Charchigné                  | Stéphane Rioult-Leriche |           | SE        |
| Commer                      | Mickaël Delahaye        |           | DVD       |
| Contest                     | Daniel Montaufray       |           | DVG       |
| Grazay                      | Didier Boittin          |           | DVD       |
| La Haie-Traversaine         | Nicole Morin            |           | SE        |
| Hardanges                   | Éric Neveu              |           | SE        |
| Le Horps                    | Patrick Soutif          |           | SE        |
| Le Housseau-Brétignolles    | Jean-Paul Coisnon       |           | DVD       |
| Jublains                    | Alain Rondeau           |           | SE        |
| Lassay-les-Châteaux         | Jean Raillard           |           | DVD       |
| Marcillé-la-Ville           | Guy Beaujard            |           | SE        |
| Martigné-sur-Mayenne        | Guillaume Carré         |           | SE        |
| Mayenne                     | Jean-Pierre Le Scornet  |           | PS        |
| Montreuil-Poulay            | Roger Garnier           |           | SE        |
| Moulay                      | Frédéric Bordelet       |           | DVD       |
| Parigné-sur-Braye           | Daniel Doyen            |           | SE        |
| Placé                       | Patricia Gontier        |           | DVD       |
| Rennes-en-Grenouilles       | Hervé Pillaert          |           | SE        |
| Le Ribay                    | Nora Fabro              |           | SE        |
| Sacé                        | Antoine Valpremit       |           | DVG       |
| Saint-Baudelle              | Arnaud Bulenger         |           | DVG       |
| Saint-Fraimbault-de-Prières | Thierry Moutel          |           | SE        |
| Saint-Georges-Buttavent     | Gérard Brodin           |           | DVD       |
| Saint-Germain-d'Anxure      | Éric Transon            |           | DVG       |
| Saint-Julien-du-Terroux     | Philippe Coulon         |           | SE        |
| Sainte-Marie-du-Bois        | Pierre Rioult           |           | DVD       |
| Thubœuf                     | Michel Peccatte         |           | SE        |

### Conseil communautaire
Les 58 conseillers titulaires sont ainsi répartis selon le droit commun comme suit :
| Nombre de conseillers | Communes                                            |
| --------------------- | --------------------------------------------------- |
| 21                    | Mayenne                                             |
| 3                     | Lassay-les-Châteaux                                 |
| 2                     | Aron, Martigné-sur-Mayenne, Saint-Georges-Buttavent |
| 1                     | Les autres communes                                 |

### Élus
La communauté de communes est administrée par son conseil communautaire constitué en 2020 de 58 conseillers communautaires, qui sont des conseillers municipaux représentant chacune des communes membres.
À la suite des élections municipales de 2020 dans la Mayenne, le conseil communautaire du 10 juillet 2020 a élu son président, Jean-Pierre Le Scornet, maire de Mayenne, ainsi que ses 11 vice-présidents. Depuis cette date, la liste des vice-présidents est la suivante :
|     | Attributions                                                              | Identité             | Qualité                           |
| --- | ------------------------------------------------------------------------- | -------------------- | --------------------------------- |
| 1er | Stratégie territoriale                                                    | Antoine Valpremit    | Maire de Sacé                     |
| 2e  | Finances, budgets, prospective, contractualisations et marchés publics    | Patrick Soutif       | Maire du Horps                    |
| 3e  | Développement économique et emploi, agriculture et territoire d’industrie | Pierrick Tranchevent | Adjoint au maire de Jublains      |
| 4e  | Transition écologique                                                     | Clémence Rondeau     | Conseillère municipale de Mayenne |
| 5e  | Ressources humaines                                                       | Philippe Coulon      | Maire de Saint-Julien-du-Terroux  |
| 6e  | Tourisme, économie sociale et solidaire et service Prestations            | Frédéric Bordelet    | Maire de Moulay                   |
| 7e  | Aménagement et habitat                                                    | Jean Raillard        | Maire de Lassay-les-Châteaux      |
| 8e  | Santé, jeunesse, action sociale d’intérêt communautaire et gens du voyage | Magali d’Argentré    | Adjointe au maire d’Aron          |
| 9e  | Déchets et SPANC                                                          | Jean-Paul Coisnon    | Maire du Housseau-Brétignolles    |
| 10e | Coopération intercommunale                                                | Mickaël Delahaye     | Maire de Commer                   |
| 11e | Culture et patrimoine                                                     | Tony Bonnet          | Conseiller municipal de Mayenne   |

### Liste des présidents
| Période                                   | Période       | Identité               | Étiquette     | Qualité                                                                          |
| ----------------------------------------- | ------------- | ---------------------- | ------------- | -------------------------------------------------------------------------------- |
| Communauté de communes du Pays de Mayenne |               |                        |               |                                                                                  |
| janvier 1994                              | avril 2008    | Claude Leblanc         | PS            | Maire de Mayenne (1971 → 2008) Conseiller général de Mayenne-Ouest (1986 → 2004) |
| avril 2008                                | décembre 2015 | Michel Angot           | DVG           | Maire de Mayenne (2008 → 2020) Conseiller général de Mayenne-Ouest (2004 → 2015) |
| Mayenne Communauté                        |               |                        |               |                                                                                  |
| janvier 2016                              | juillet 2020  | Michel Angot           | DVG puis LREM | Maire de Mayenne (2008 → 2020)                                                   |
| juillet 2020                              | En cours      | Jean-Pierre Le Scornet | PS            | Maire de Mayenne (2020 → )                                                       |

## Économie

### Tissu industriel
- Agro alimentaire : fromagerie Bel (Mayenne), groupe Lactalis (Mayenne, Charchigné), fromagerie Vaubernier (Martigné-sur-Mayenne), société Georges Thiol - Prunier (Mayenne), poulets de Loué (Lassay-les-Châteaux).
- Pharmacie : GlaxoSmithKline - GSK (Mayenne)
- Électroménager :  SEB Moulinex (Mayenne)
- Imprimerie : Floch (Mayenne), MP3 PLV (Martigné-sur-Mayenne),  Imprimerie solidaire (Martigné-sur-Mayenne), Dupliprint (Mayenne)
- Informatique/services : Luminess (Mayenne)
- Construction de véhicules et logements de loisirs : Rapido / Rapid'home (Mayenne) - 4e marque la plus vendue en France
- Agriculture : Groupe Douillet (Le Horps)
- Fabrication de moules et modèles : Ermo (Marcillé-la-Ville)
- Transport : Gandon (Mayenne), Cars bleu (Parigné-sur-Braye)
- Chaudronnerie : M.C.S (Mayenne)

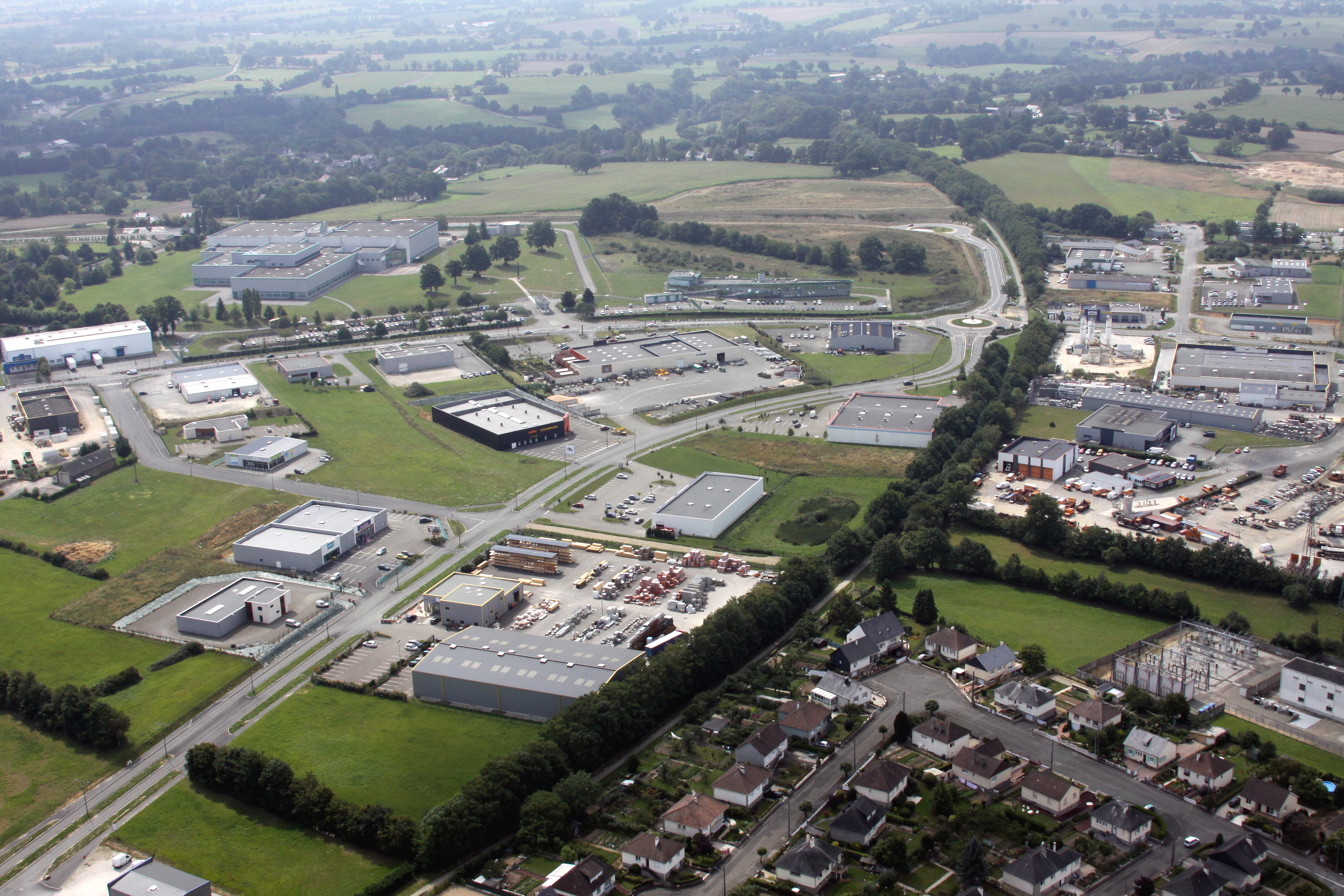
Zone industrielle des Haras
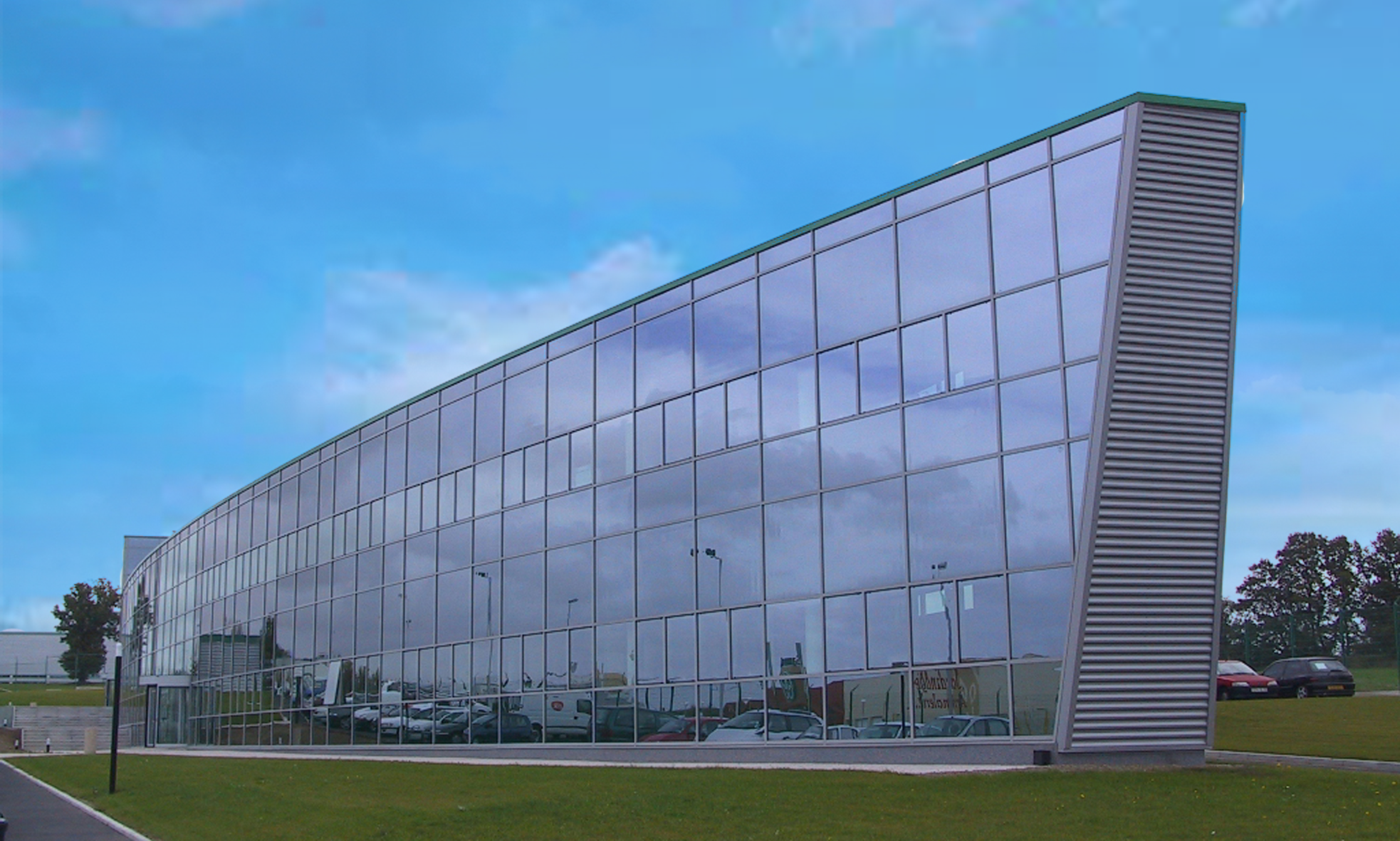
GlaxoSmithKline - GSK
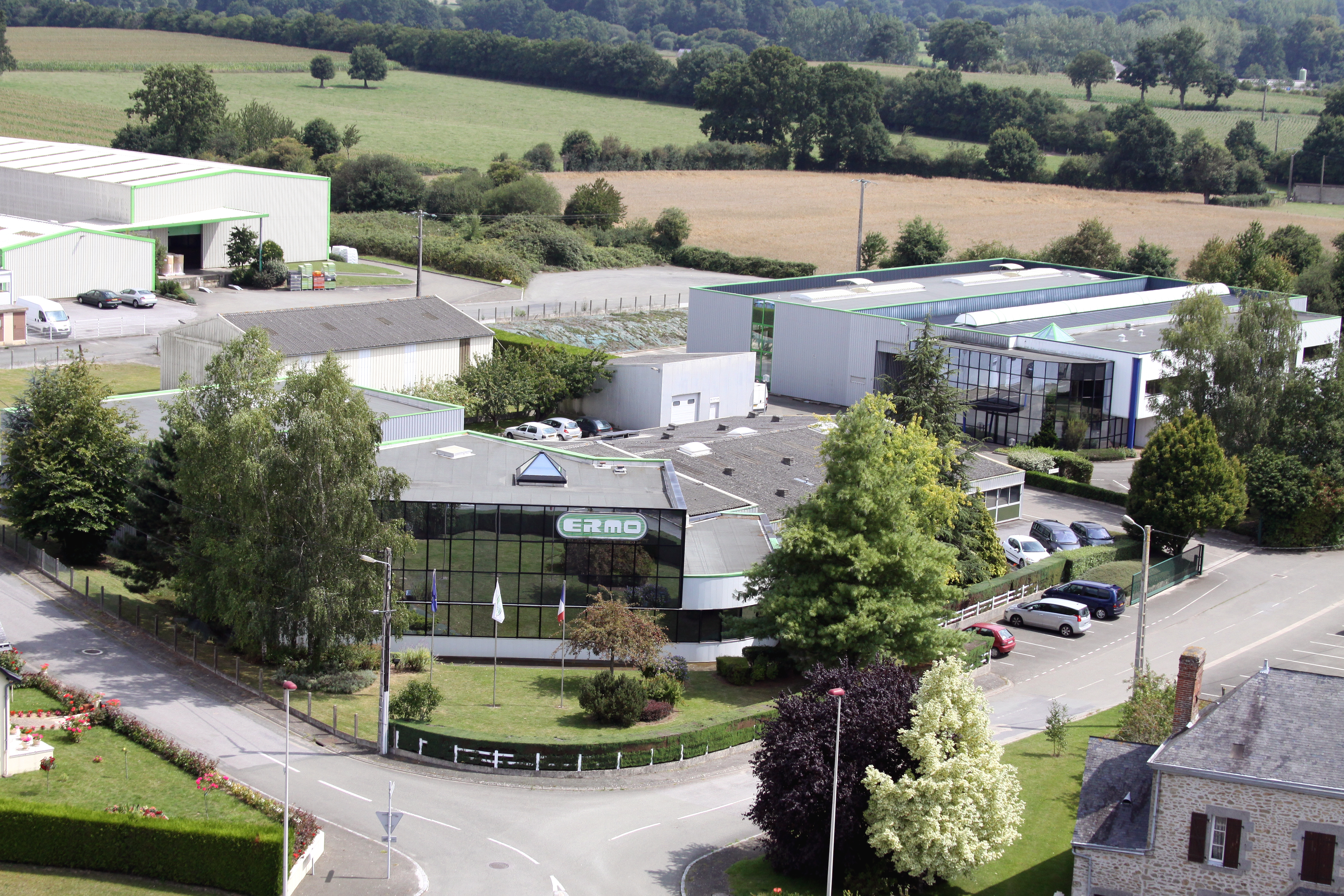
ERMO Mayenne
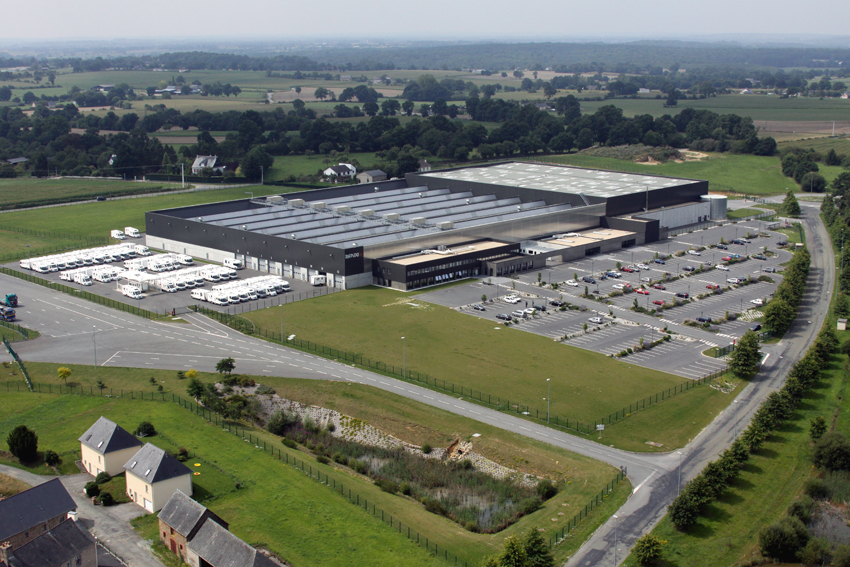
Rapido et Rapid'home

## Patrimoine historique et culturel
Plusieurs châteaux d'époque Carolingienne sont situés sur le territoire de Mayenne communauté notamment :
- Un château d’époque carolingienne et son musée classé site d’intérêt national à Mayenne.
- Plusieurs châteaux à Lassay-les-Châteaux dont le plus imposant (privé) constitue un exemple exceptionnel d’architecture militaire du XVe siècle.

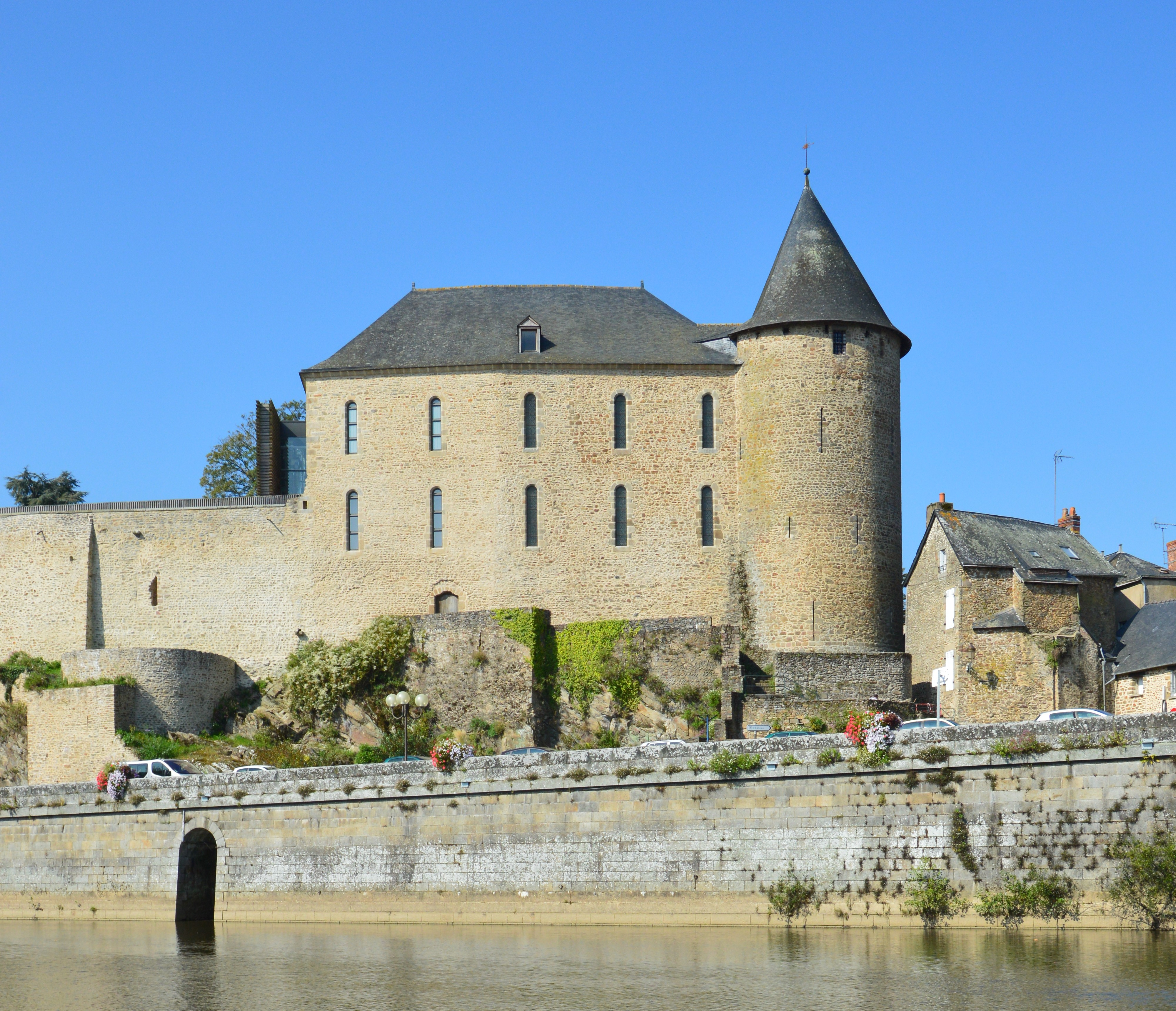
Château musée de Mayenne
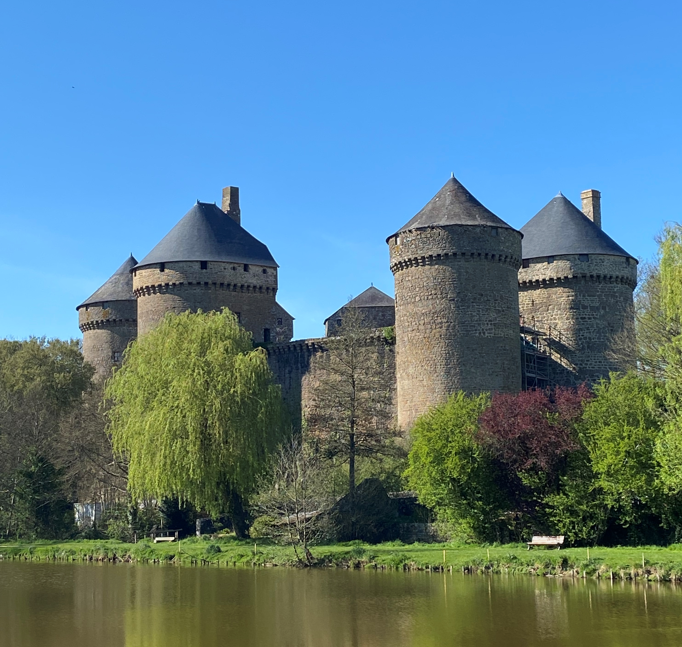
Château de Lassay-les-Châteaux
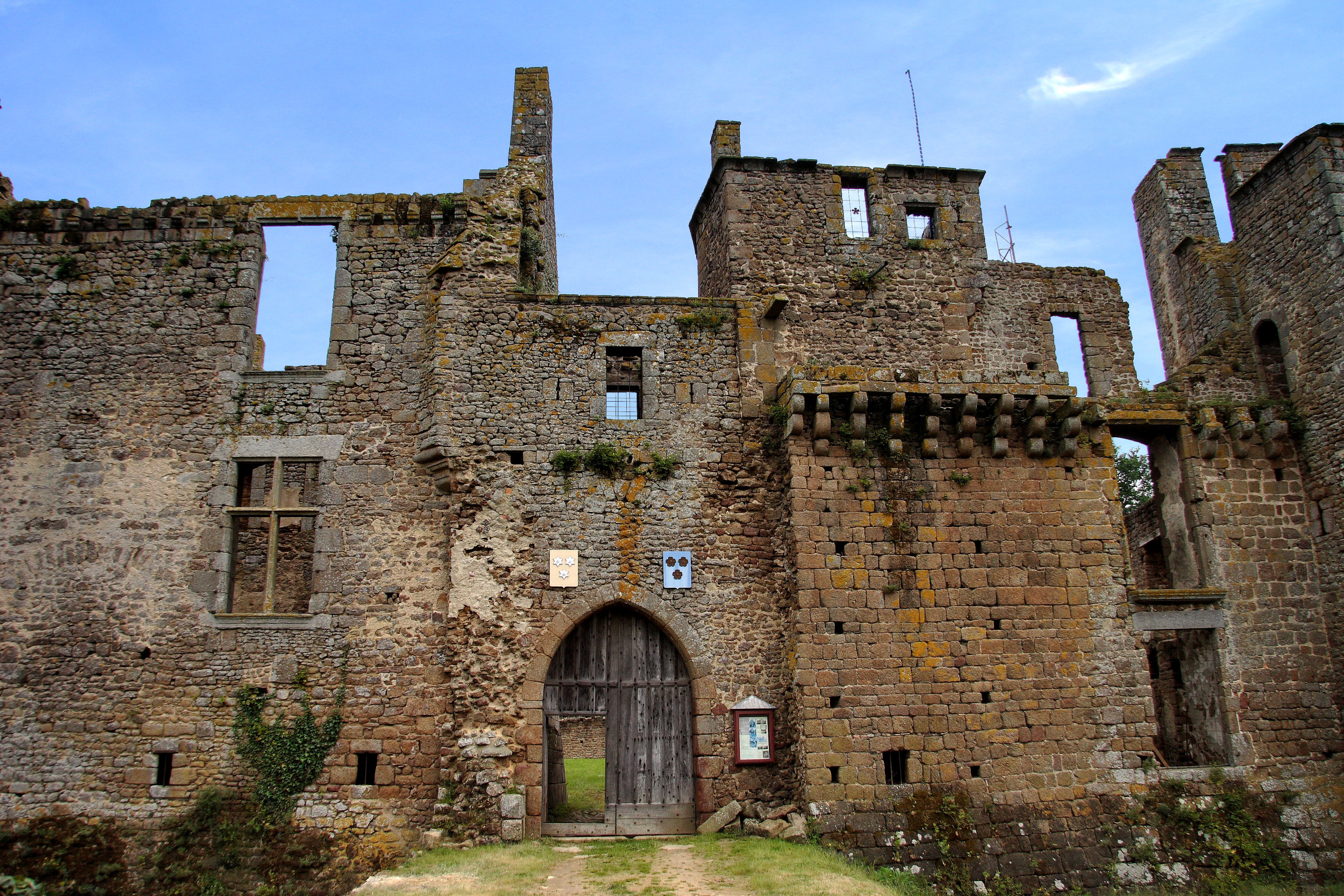
Château de Bois Thibault

La cité gallo-romaine de Jublains est le plus important site gallo-romain de l’ouest de la France (géré par le département de la Mayenne) et dont le cœur de village est notamment animé par Mayenne Communauté à travers le « Forum des métiers d’arts » (boutique, expositions, ateliers, animations).
Le village emblématique de Fontaine Daniel issu de l’industrie textile autour de son étang.
Le mémorial des déportés à Mayenne est un lieu de mémoire unique dans la région qui rend hommage aux Déportés de la Mayenne envoyés dans les camps de concentration nazis. 
Le théâtre de Mayenne est le dernier théâtre à l'Italienne du département du XIXe siècle.

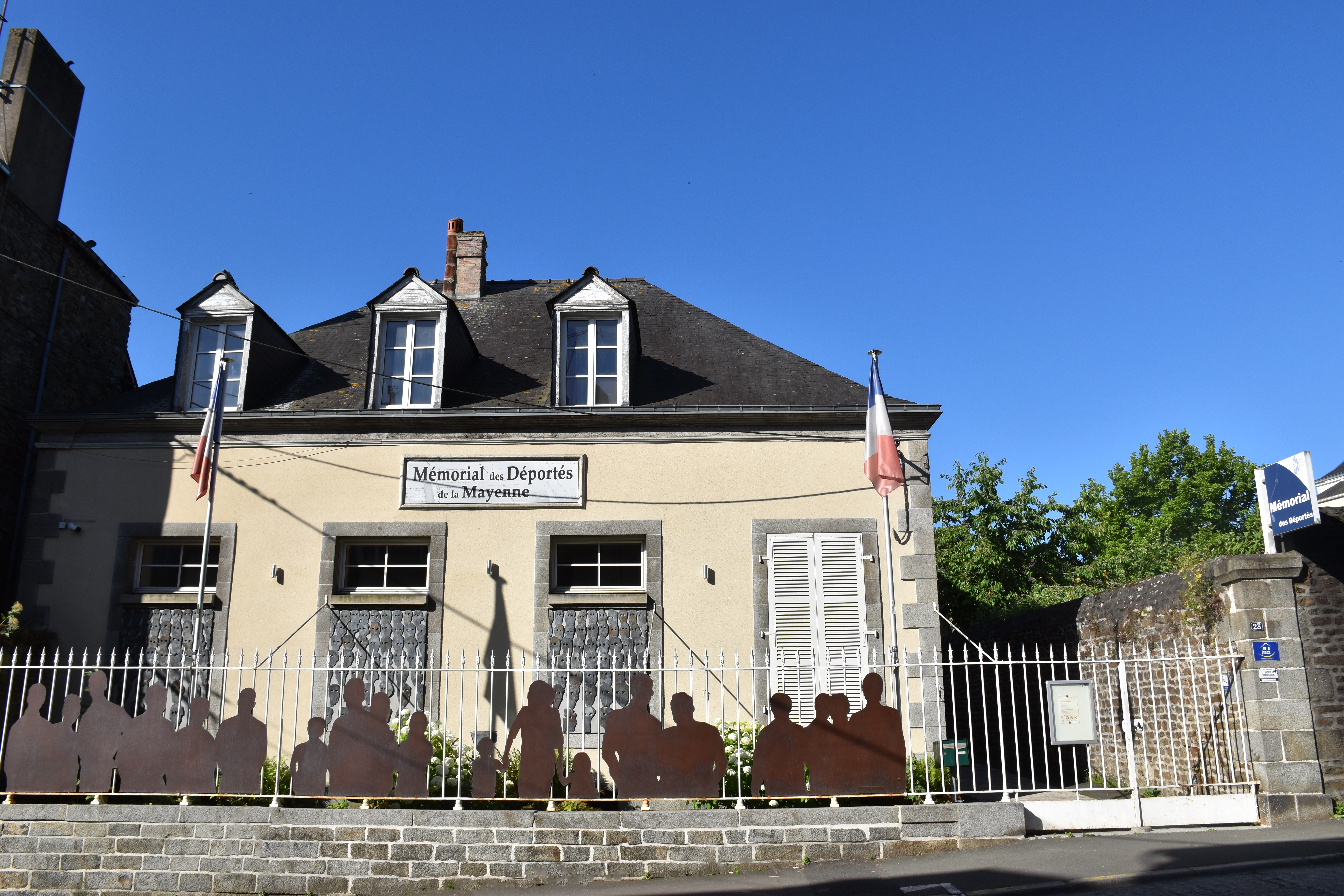
Musée des déportés
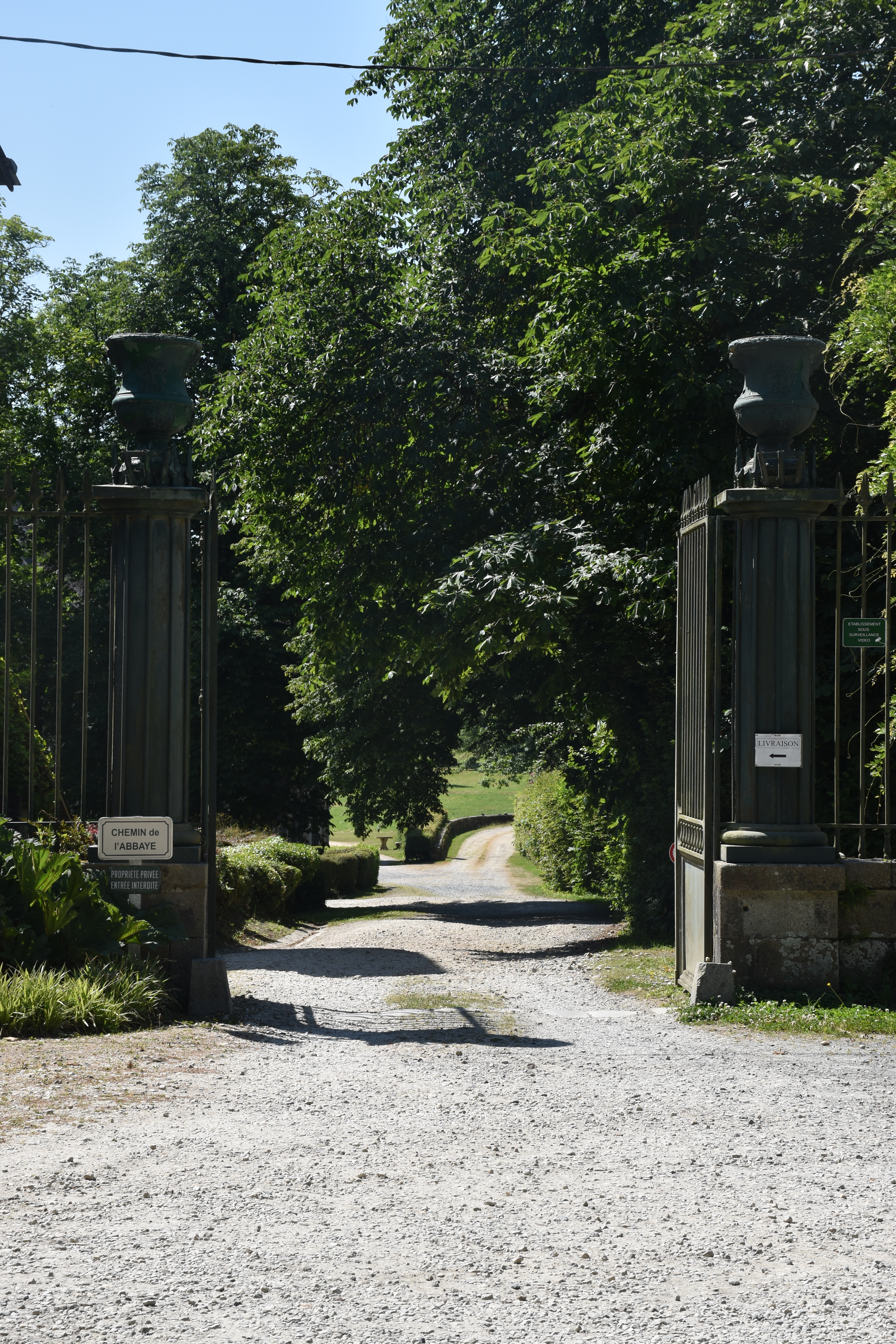
Toiles de Mayenne à Fontaine Daniel
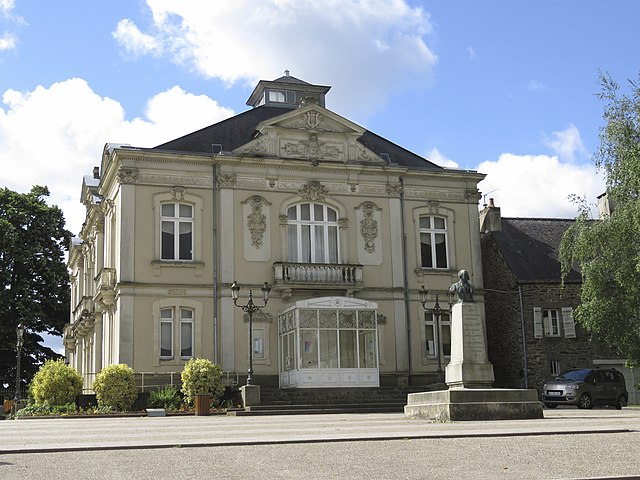
Théâtre de Mayenne
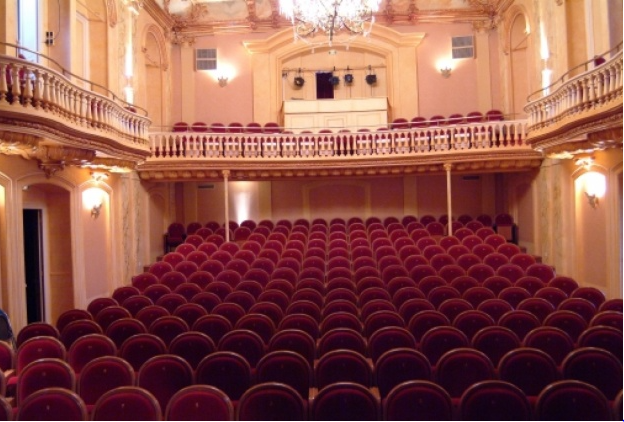
Théâtre de Mayenne
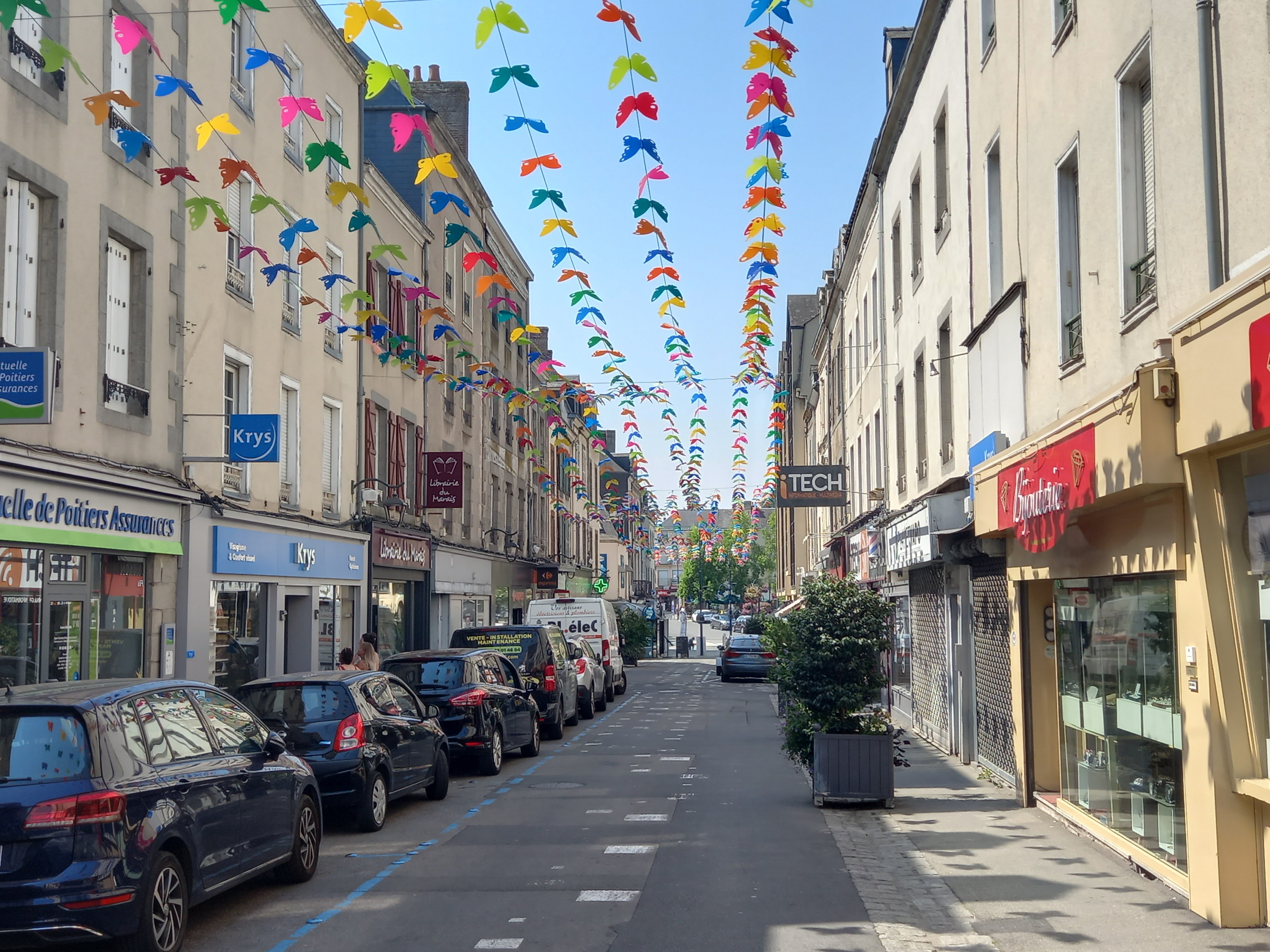
Guirlande de papillons rue Charles de Gaulle

La basilique Notre-Dame-Des-Miracles est une basilique du XIIe siècle à Mayenne.
L'église Saint-Martin est une église du XVIIIe siècle à Mayenne.
La chapelle des Calvairiennes classée monument historique du XVIIe siècle est désormais un lieu d'exposition d'art contemporain à Mayenne.

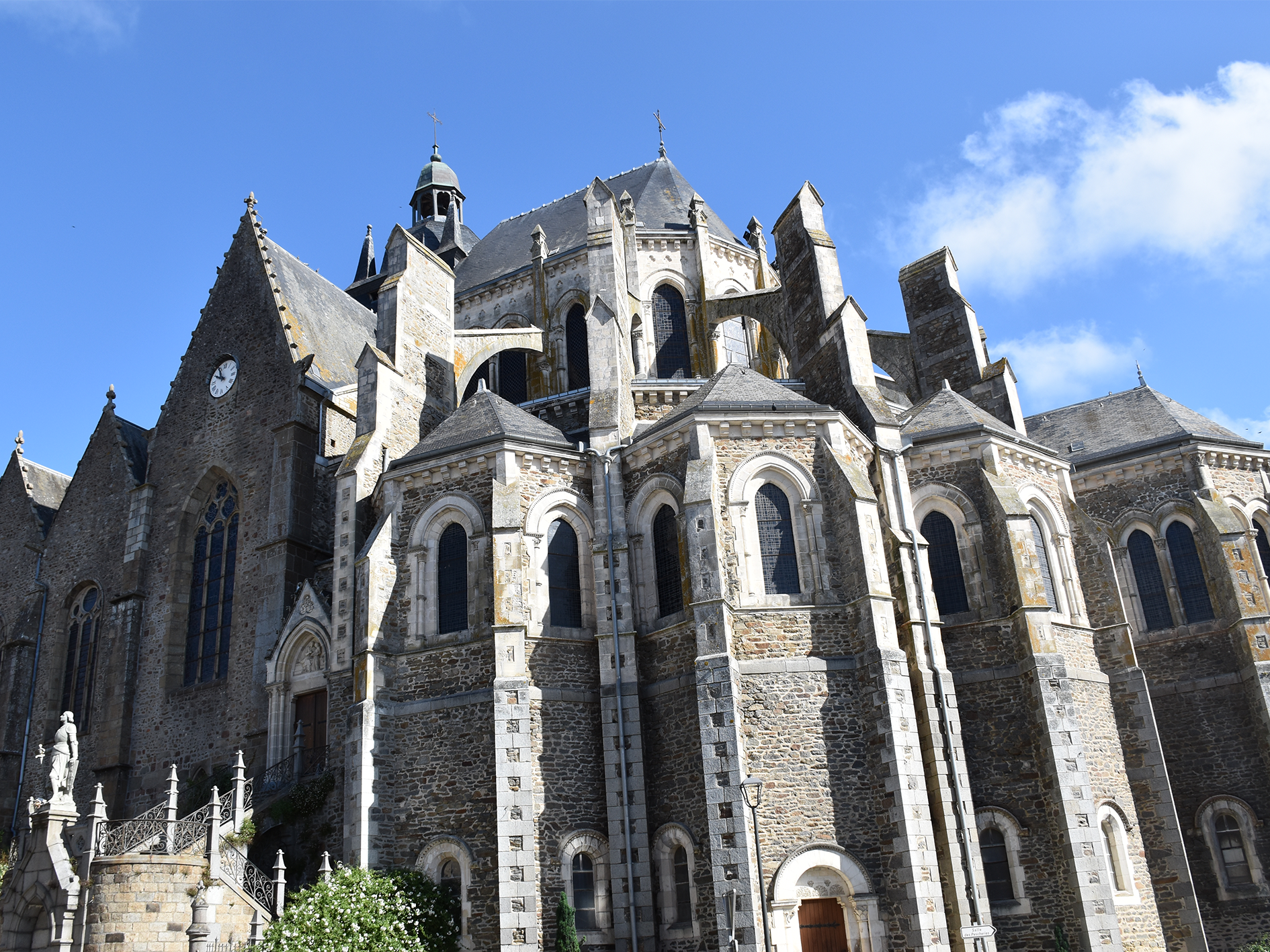
Basilique Notre-Dame des miracles
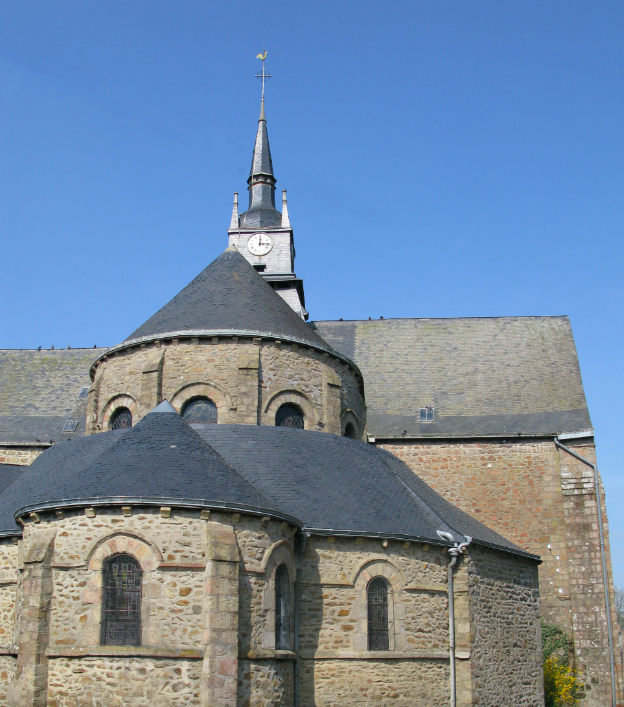
Eglise Saint-Martin
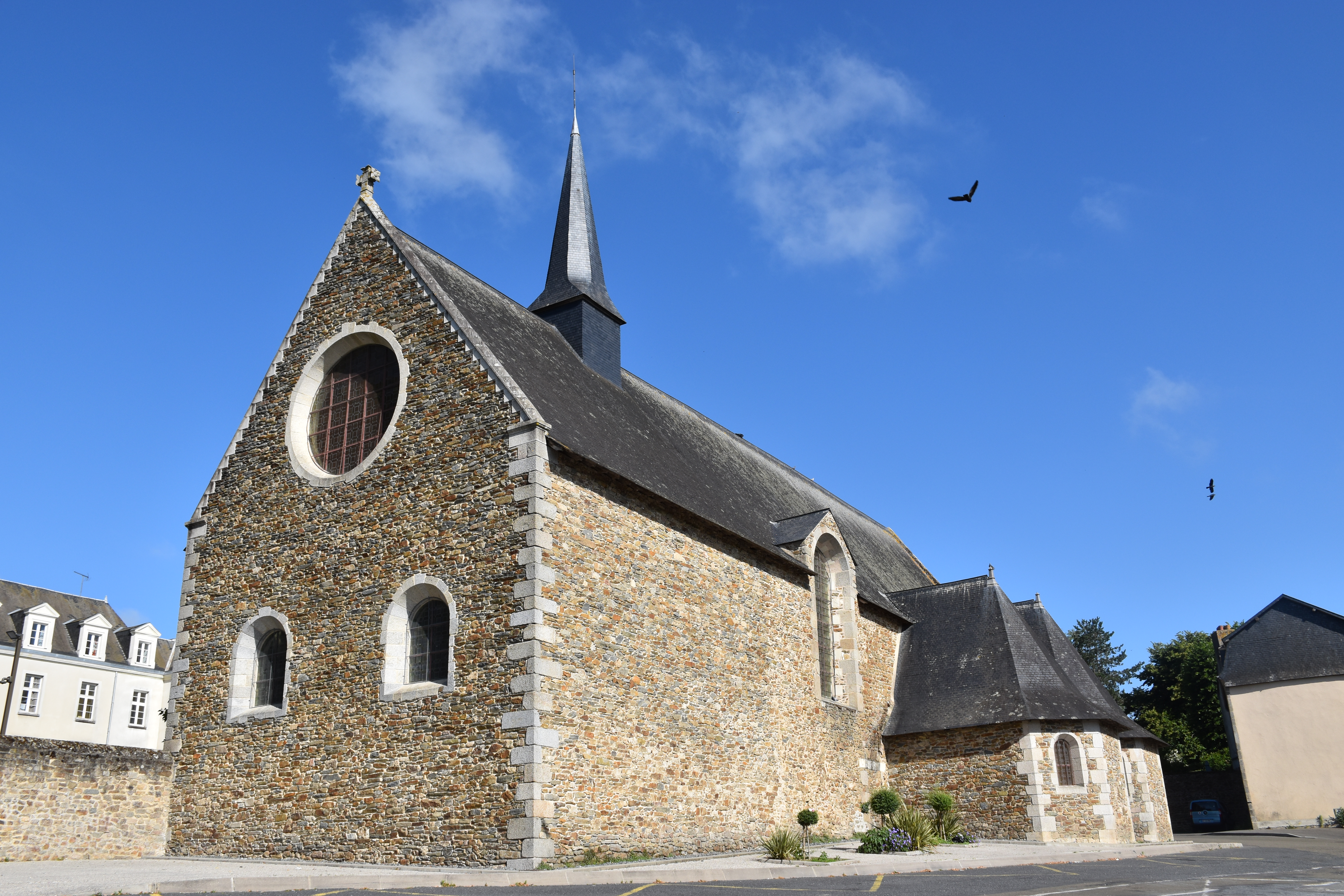
Chapelle des Calvairiennes

Sous l'impulsion de Mazarin le tissu urbanistique de Mayenne a été renouvelé :
- La barre ducale logeait les administrations de la ville et servit aussi d'hôtel de ville et de palais de justice.
- L'hôtel Chapedelaine construit au XVIe siècle sur la place de Cheverus, (natif de Mayenne devenu évêque de Boston).
- L'hôtel Montpinçon, lui est aussi situé sur la place de Cheverus et date du XVIIIe siècle.

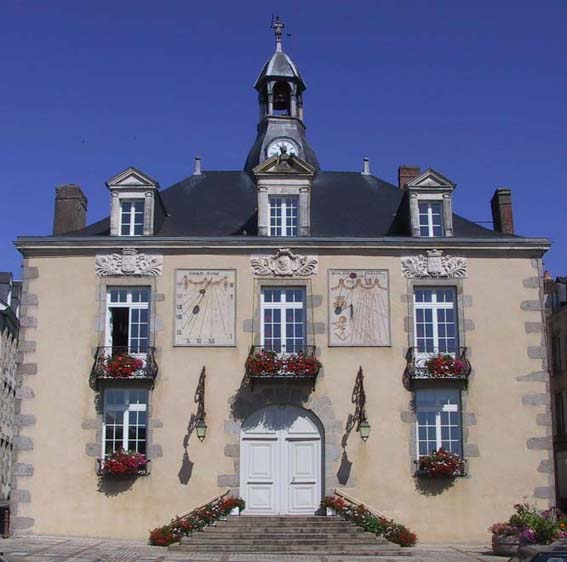
Barre ducale
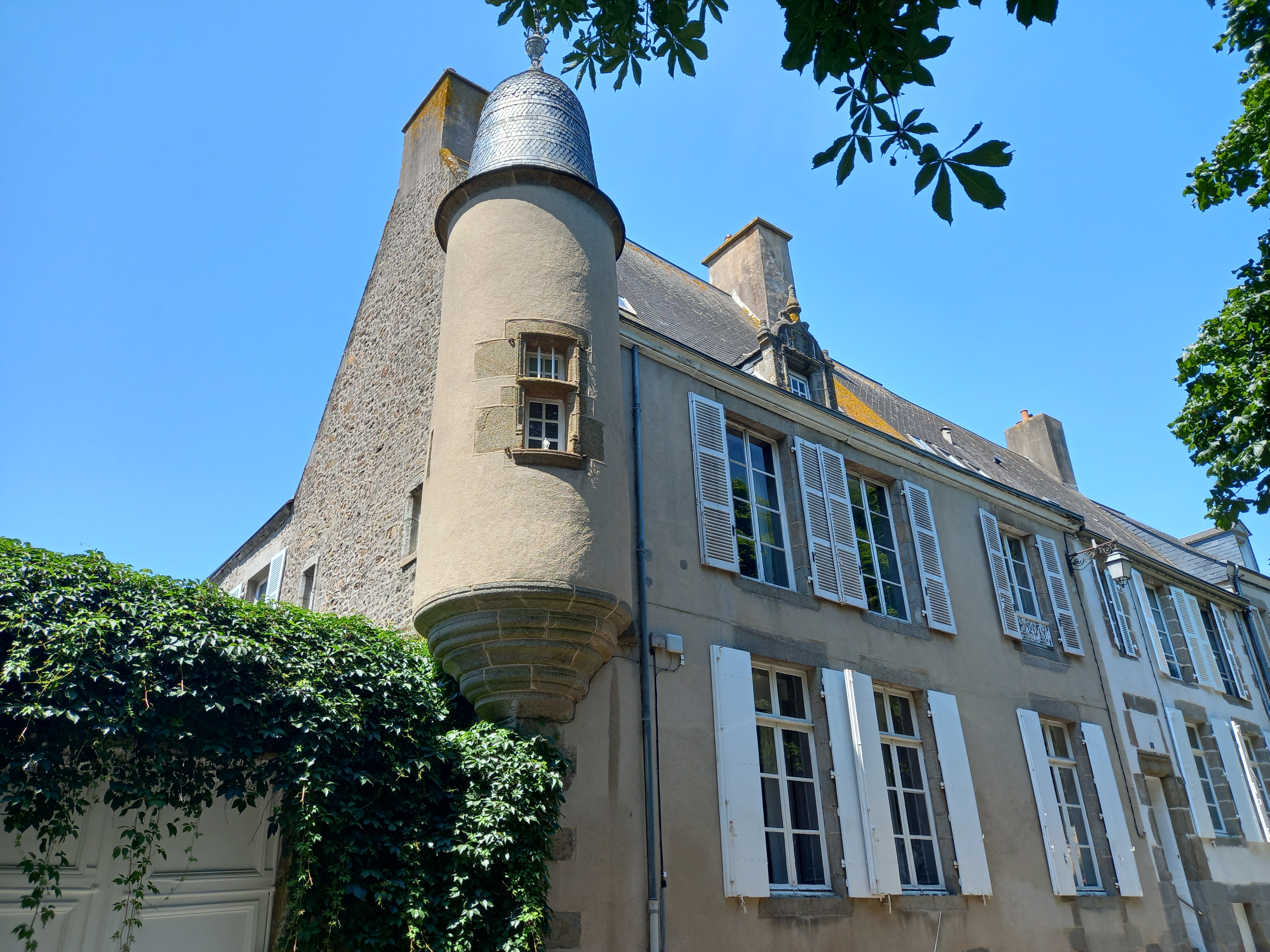
Hotel Chappedelaine
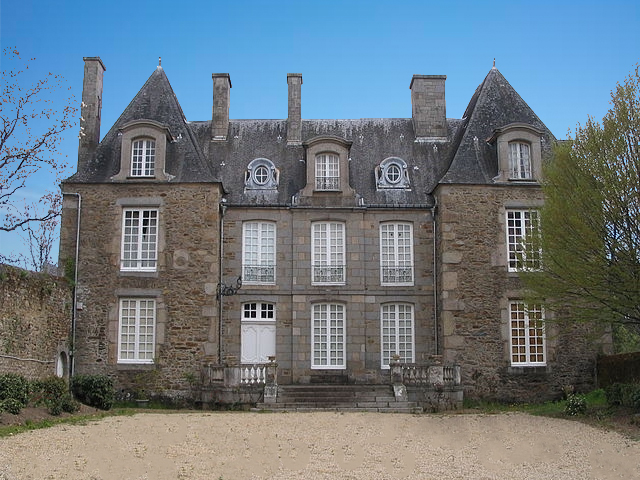
Hôtel Montpincon

Animations sportives et culturelles :

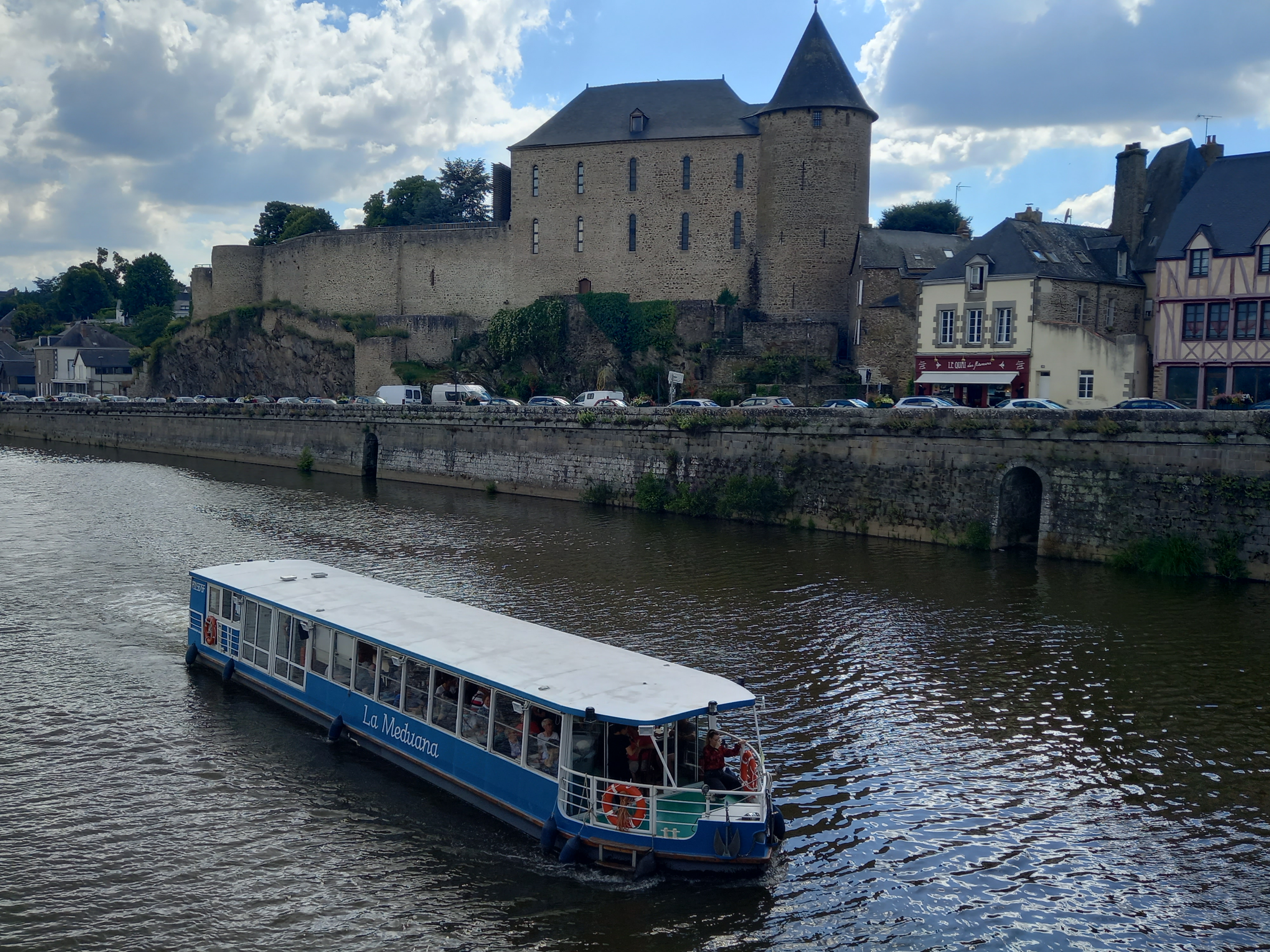
Le bateau-promenade "La Meduana" permet de découvrir la ville de Mayenne et ses abords à travers une balade bucolique sur la rivière La mayenne.
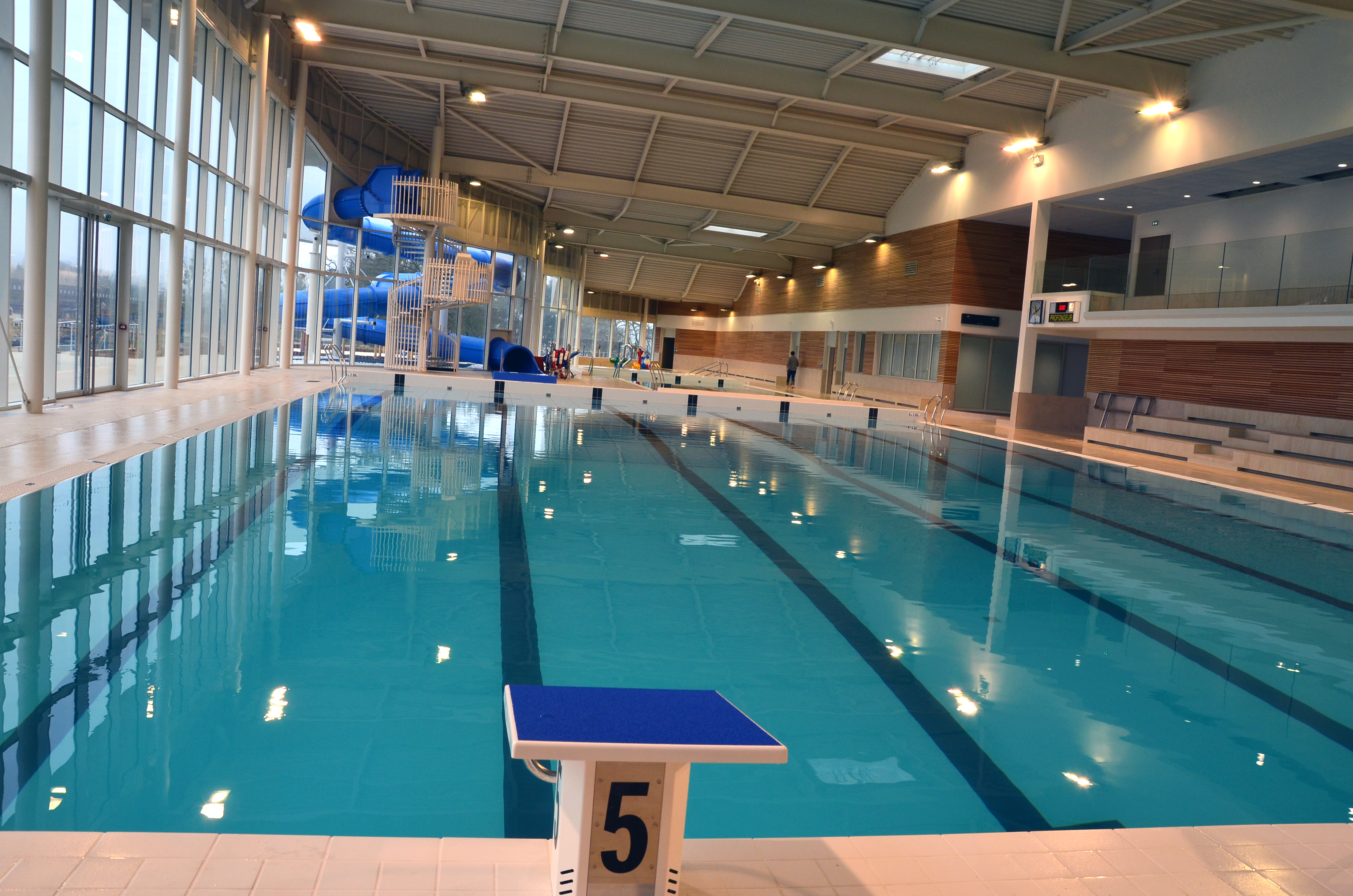
Le centre aquatique "La vague" dispose de 4 bassins intérieurs dont 1 bassin sportif de 25 m de long, d'un toboggan ainsi que d'un espace bien-être, à Mayenne
- Le pôle culturel "Le Grand Nord" : médiathèque, conservatoire et ludothèque, à Mayenne.
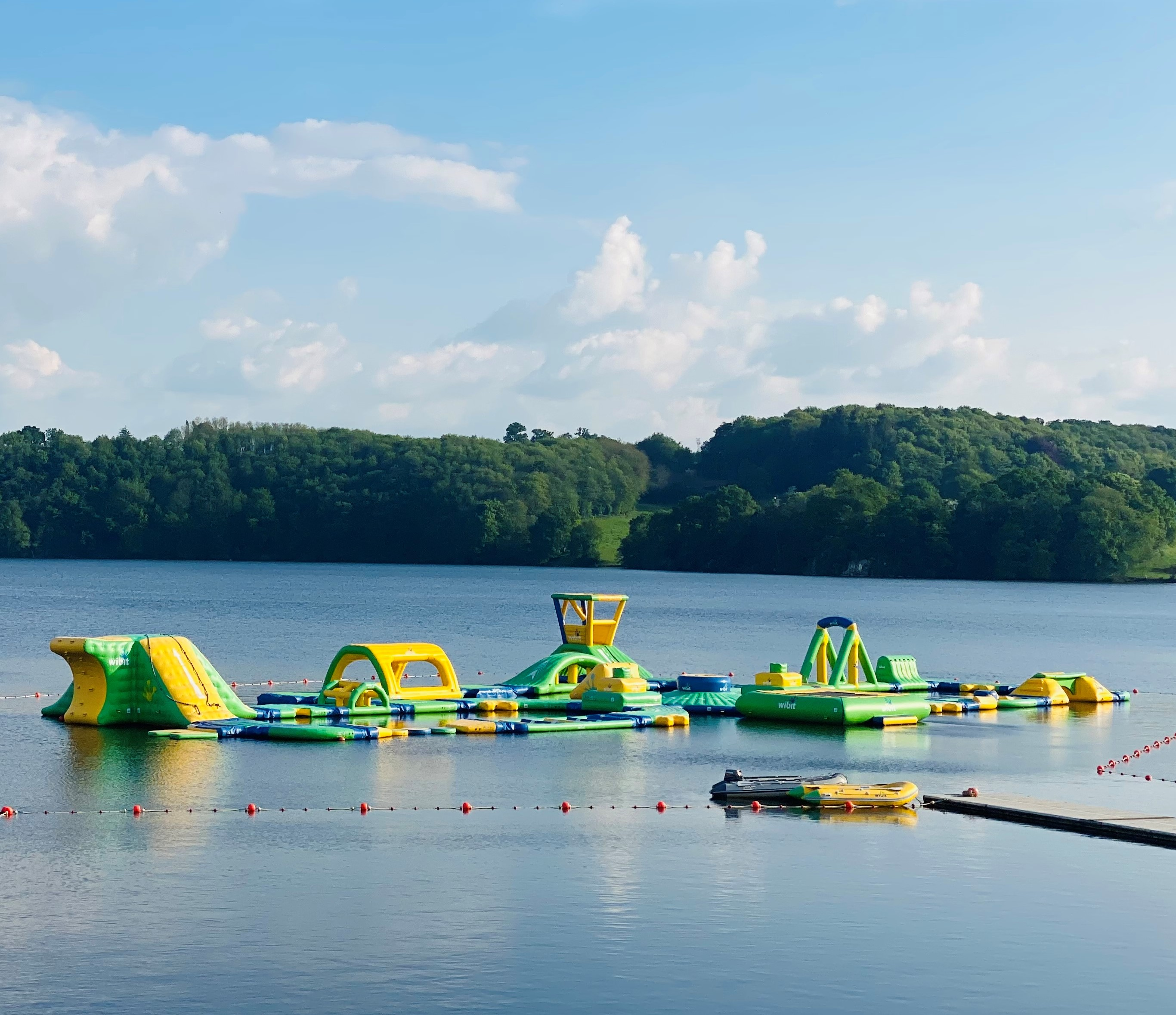
Une base de loisirs : (plage, jeux gonflables, matériel nautique) sur le lac de Haute-Mayenne, à la Haie-Traversaine.
- Les Guirlandes de papillons de plus de 5 000 papillons traversent la rue Charles de Gaulle et la place du 9 juin 1944. De fin mars, jusqu'en automne.
Le territoire possède un panel de chemins de randonnées (halage et voies vertes) : randonnées pédestres, équestres, VTT...  Il est aussi une étape de la vélo Francette : 600 km d’itinéraire de vélo de Ouistreham à la Rochelle.
- Bateau promenade la Meduana
- La Vague
- Base de loisirs de la haie Traversaine

### Sources
- Le SPLAF (Site sur la Population et les Limites Administratives de la France)
- La base ASPIC